# دوغ كيد
دوغ كيد (بالإنجليزية: Doug Kidd)‏ هو محامي وسياسي نيوزلندي، ولد في 12 سبتمبر 1941 في نيوزيلندا. حزبياً، نشط في الحزب الوطني في نيوزيلندا. وقد انتخب عضو مجلس النواب النيوزيلندي.